# Губернатор Рязанской области
Губерна́тор Ряза́нской о́бласти — высшее государственное должностное лицо Рязанской области, возглавляющий областное правительство и систему органов исполнительной власти.
Статус и полномочия губернатора определяются главой 6 Устава Рязанской области.
Действующий губернатор — Павел Малков.
Адрес губернатора: 390000, Рязань, ул. Ленина, д. 30.

## История

### До 1992 года
Первые губернаторы появились на Рязанской земле в 1778 году, в связи с указом Екатерины II о создании Рязанского наместничества. В 1796 году была создана Рязанская губерния. За период с 1778 по 1917 год в Рязанской губернии сменилось 25 губернаторов.
Первым из них был Иван Игнатьевич Поливанов, последним — Николай Николаевич Кисель-Загорянский.
В период Временного Правительства губернией руководили народные комиссары, а после Октябрьской революции должность высшего исполнительного лица называлась по-разному:
- 1917 — 1929 — Председатель Рязанского губернского исполнительного комитета Совета рабочих, крестьянских и солдатских депутатов
- 1929 — 1930 — Председатель Рязанского окружного исполнительного комитета Совета рабочих, крестьянских и красноармейских депутатов
- 1930 — 1991 — Председатель Исполнительного комитета Рязанского областного Совета депутатов трудящихся
- 1989 — 1991 — Председатель Исполнительного комитета Рязанского областного Совета народных депутатов
- 1991 — 2002 — Глава Администрации Рязанской области
- С 2002 — Губернатор Рязанской области

### Современная история
Современная должность главы администрации Рязанской области была введена 25 сентября 1991 года указом президента РСФСР. На должность был назначен Лев Полиевктович Башмаков, который уже возглавлял область в 1988-1990 годах в качестве председателя исполнительного комитета Совета народных депутатов. При нём окончательно поменялась политическая обстановка в стране: были прекращены полномочия Советов депутатов, а их функции передавались администрациям соответствующих уровней. 25 января 1994 года Лев Башмаков был освобождён от занимаемой должности, а президент назначил нового главу администрации — Геннадия Константиновича Меркулова, проработавшего в должности 2 года и также снятого президентом. Затем должность главы в течение года исполнял Игорь Александрович Ивлев.
В декабре 1996 года впервые в состоялись выборы главы исполнительной власти области. В политической борьбе участвовало 8 кандидатов. Победителем по результатам второго тура был выбран член КПРФ Вячеслав Николаевич Любимов. Последовавшие через несколько месяцев выборы в областной парламент и органы власти Рязани закрепили успех коммунистической партии, и почти на 10 лет Рязанская область стала «красным регионом» страны.
В августе 2002 года в Устав Рязанской области были внесены ряд важных поправок. В частности, должность «глава администрации Рязанской области» была заменена на «губернатор Рязанской области», которому также было разрешено баллотироваться на третий срок.
14 марта 2004 года был избран пятый губернатор области. Им стал бывший командующий воздушно-десантными силами страны и руководитель Рязанского высшего воздушно-десантного училища — генерал-полковник Георгий Иванович Шпак. При Шпаке была проведена масштабная реформа исполнительной власти — администрация Рязанской области была переименована в правительство, появились областные министерства и кабинет министров, внесены ряд других существенных поправок в Устав и законодательство региона. Также появились новые государственные символы области — должностной знак и штандарт губернатора.
Шестым губернатором области стал Олег Иванович Ковалёв. При нём выборы глав субъектов Федерации были отменены и вновь восстановлены. Таким образом, первый губернаторский срок Ковалёв отслужил в качестве назначенного президентом чиновника, а второй — уже как избранный на прямых и равных выборах губернатор.
14 февраля 2017 года в Рязань был назначен в качестве исполняющего обязанности губернатора Николай Любимов. 10 сентября Николай Любимов был избран губернатором на прямых выборах.
10 мая 2022 года указом президента временно исполняющим обязанности губернатора был назначен Павел Малков.

## Правовое положение
Устав Рязанской области: Статья 46 пункт 1
Губернатор Рязанской области является высшим должностным лицом Рязанской области, руководителем высшего исполнительного органа государственной власти — правительства Рязанской области.

### Предъявляемые требования
Устав Рязанской области: Статья 47 пункт 2
Губернатором Рязанской области может стать любой гражданин Российской Федерации, не моложе 30 лет.

### Наделение полномочиями и срок полномочий
Устав Рязанской области: Статья 47 пункт 1
Губернатор Рязанской области избирается на основе всеобщего равного и прямого избирательного права, на основе тайного голосования, сроком на пять лет. Максимальное количество сроков в должности — три.
С 1991 по 2012 год срок полномочий губернатора составлял 4 года. При этом, с 1991 по 2004 год на должность разрешалось переизбираться не более двух раз, а с 2002 года — не более трёх.

### Порядок вступления в должность
Устав Рязанской области: Статья 48
Инаугурация губернатора проходит в парадном Гербовом зале Здания парламента Рязанской области в торжественной обстановке в присутствии Верховного судьи Рязанской области, Председателя и депутатов Рязанской областной Думы, министров правительства области, полномочного представителя президента России в Центральном федеральном округе, почётных граждан Рязанской области, ветеранов войны и труда и других приглашённых лиц. Как правило, во время инаугурации также присутствуют приглашённые губернаторы других субъектов Федерации, депутаты Государственной думы и Министры Российской Федерации.
При вступлении в должность губернатор Рязанской области приносит следующую присягу на специальной копии Конституции Российской Федерации и Уставе Рязанской области:
Вступая в должность Губернатора Рязанской области, клянусь: уважать и охранять права и свободы человека, соблюдать и защищать Конституцию Российской Федерации, федеральные законы, Устав Рязанской области и законы Рязанской области, верно служить народу, добросовестно выполнять возложенные на меня высокие обязанности Губернатора Рязанской области.
После принесения присяги на вступившего в должность губернатора надевается должностной церемониальный знак, в зал вносится штандарт губернатора, а избранному лицу — выдаются оригиналы флага и герба Рязанской области, а также должностная печать.
Почётный караул при инаугурации составляют курсанты-отличники Рязанского высшего воздушно-десантного училища в парадной форме.

### Досрочное прекращение полномочий
Устав Рязанской области: Статья 50
Губернатор Рязанской области осуществляет свои полномочия с момента принесения им присяги и прекращает их исполнение с момента принесения присяги лицом, вновь наделенным полномочиями губернатора Рязанской области, либо с момента досрочного прекращения полномочий в следующих случаях:
- Смерти губернатора;
- Процедуры импичмента, выраженного ему Рязанской областной Думой;
- Его отставки по собственному желанию;
- За ненадлежащее исполнение своих обязанностей, а также в иных случаях, предусмотренных федеральным законодательством;
- Признания его судом недееспособным или ограниченно дееспособным;
- Признания его судом безвестно отсутствующим или объявления умершим;
- Вступления в отношении его в законную силу обвинительного приговора суда;
- Его выезда за пределы Российской Федерации на постоянное место жительства;
- Утраты им гражданства Российской Федерации.

Добровольная отставка губернатора Рязанской области осуществляется путём личного принятия им решения об отставке. Полномочия губернатора прекращаются со дня официального опубликования решения об отставке. При этом, решение об отставке подлежит обязательной публикации в газете «Рязанские ведомости» и на официальном сайте правительства области не позднее 10 дней со дня его принятия.
Во всех случаях решение о досрочном прекращении полномочий губернатора Рязанской области принимается Рязанской областной Думой.

### Импичмент
Устав Рязанской области: Статья 50
Решение Рязанской областной Думы о импичменте (недоверии) губернатору Рязанской области принимается двумя третями голосов от установленного числа депутатов и по инициативе не менее одной трети от установленного числа депутатов Рязанской областной Думы. Решение Думы о отстранении губернатора от должности автоматически ведёт за собой отставку правительства Рязанской области. В таком случае правительство продолжает исполнять свои обязанности до формирования его состава вновь избранным гражданами губернатором.

### Полномочия губернатора
Устав Рязанской области: Статья 49

#### В сфере законодательной власти
- Вправе участвовать в работе Рязанской областной Думы с правом совещательного голоса;
- Вправе требовать созыва внеочередного заседания Рязанской областной Думы, а также созывать вновь избранную Рязанскую областную Думу на первое заседание ранее срока, установленного для этого настоящим Уставом
- Принимает решение о досрочном прекращении полномочий Рязанской областной Думы в случаях и порядке, предусмотренных федеральным законом;
- Обладает правом законодательной инициативы в Рязанской областной Думе, вносит проекты законодательных актов, которые рассматриваются по его предложению в первоочередном порядке;
- Вносит на утверждение Рязанской областной Думы проекты областных целевых программ и программ социально-экономического развития Рязанской области и отчеты об их исполнении;
- Вносит в Рязанскую областную Думу проекты законов об областном бюджете и об исполнении областного бюджета;
- Представляет Рязанской областной Думе проекты законов Рязанской области о введении и (или) отмене налогов, об освобождении от их уплаты, об изменении финансовых обязательств Рязанской области и другие законопроекты, предусматривающие расходы, покрываемые за счет областного бюджета, а в случае, если законопроект по указанным вопросам вносится иным субъектом законодательной инициативы, Губернатор Рязанской области дает заключение на законопроект не позднее 20 дней со дня его поступления;
- Обнародует законы Рязанской области, удостоверив обнародование законов путём их подписания или издания соответствующего постановления, отклоняет принятые Рязанской областной Думой законы и направляет их на повторное рассмотрение;

#### В сфере исполнительной власти
- Губернатор Рязанской области определяет основные направления внутренней и внешней политики Рязанской области;
- Представляет Рязанскую область в отношениях с федеральными органами государственной власти, органами государственной власти других субъектов Российской Федерации и органами местного самоуправления;
- Подписывает от имени Рязанской области договоры и соглашения;
- Обращается в Конституционный Суд Российской Федерации и другие суды в порядке, установленном законодательством;
- Вносит на рассмотрение Президента Российской Федерации и Правительства Российской Федерации проекты актов, принятие которых находится в их компетенции;
- Возглавляет и руководит Правительством Рязанской области, а также принимает решение о его отставке;
- Утверждает структуру исполнительных органов государственной власти Рязанской области;
- Назначает и освобождает от должности руководителя Аппарата Губернатора Рязанской области;
- Назначает по согласованию с Рязанской областной Думой и освобождает от должности Вице-губернатора Рязанской области — первого заместителя Председателя Правительства Рязанской области, заместителей Губернатора Рязанской области, заместителей Председателя Правительства Рязанской области;
- Назначает и освобождает от должности Представителя Рязанской области при Правительстве Российской Федерации, руководителя аппарата Губернатора и Правительства Рязанской области, руководителей исполнительных органов государственной власти Рязанской области и руководителей структурных подразделений аппарата Губернатора и Правительства Рязанской области;
- Назначает представителя в Совете Федерации Федерального Собрания Российской Федерации от Правительства Рязанской области;
- Формирует совещательные и вспомогательные органы при Губернаторе Рязанской области;
- Создает органы государственного финансового контроля в соответствии с действующим законодательством;
- Обеспечивает координацию деятельности исполнительных органов государственной власти Рязанской области с иными органами государственной власти Рязанской области и в соответствии с законодательством Российской Федерации может организовывать взаимодействие исполнительных органов государственной власти Рязанской области с федеральными органами исполнительной власти и их территориальными органами, органами местного самоуправления и общественными объединениями;
- Участвует в формировании Избирательной комиссии Рязанской области путём назначения половины её состава в соответствии с федеральным законом и законом Рязанской области;
- Согласовывает кандидатуру на должность прокурора Рязанской области и направляет в Рязанскую областную Думу официальное мнение Правительства Рязанской области;
- Осуществляет функции распорядителя кредитов при исполнении областного бюджета;
- Присваивает награды и почетные звания Рязанской области в установленном законами и иными нормативными актами порядке;
- В случаях, предусмотренных федеральным законом, принимает решение об отрешении от должности глав муниципальных образований или глав местных администраций;
- Осуществляет меры по поддержанию сил и средств гражданской обороны в состоянии постоянной готовности;
- Организует мобилизационную подготовку и осуществляет мероприятия по переводу экономики Рязанской области на работу в условиях военного времени. Обеспечивает координацию и контроль за проведением органами местного самоуправления и организациями, деятельность которых связана с деятельностью Правительства Рязанской области или которые находятся в сфере его ведения, мероприятий по мобилизационной подготовке, а также методическое обеспечение этих мероприятий;
- Осуществляет иные полномочия, предусмотренные федеральным законодательством, настоящим Уставом (Основным Законом) и законами Рязанской области.

### Исполнение обязанностей
Устав Рязанской области: Статья 50
В случае временного отсутствия губернатора его полномочия осуществляет вице-губернатор Рязанской области. При этом вице-губернатор не может в полной мере использовать правовое положение губернатора, соблюдая ряд ограничений. В случае невозможности исполнения прямых обязанностей вице-губернатором, его полномочия переходят в первому заместителю Председателя правительства Рязанской области.
В случае досрочного прекращения полномочий губернатором, Рязанская областная Дума назначает временного исполняющего обязанности губернатора Рязанской области на период до вступления в должность лица, наделенного полномочиями губернатора, в следующих случаях:
- Досрочного прекращения полномочий Губернатора Рязанской области;
- Временного отстранения Губернатора Рязанской области от должности, в том числе по основаниям, предусмотренным федеральным законом;
- Непринятия Рязанской областной Думой по представленной Президентом Российской Федерации кандидатуре
- Отсутствия Рязанской областной Думы или её самороспуска;

При этом, временный исполняющий обязанности губернатора не имеет права распускать Рязанскую областную Думу, и вносить предложения об изменении Устава Рязанской области.

## Аппарат правительства области
Губернатор возглавляет правительство Рязанской области и кабинет министров в его составе. Для осуществления полномочий также формируется аппарат правительства Рязанской области, выполняющий функции секретариата, делопроизводителя, пресс-центра губернатора и правительства, а также некоторые другие функции.

## Символы губернатора Рязанской области
Должностными символами губернатора Рязанской области являются: специальный экземпляр Устава Рязанской области, оригиналы флага и герба Рязанской области, парадный и фрачный должностные знаки и штандарт губернатора.

### Должностной знак
Парадный должностной знак губернатора представляет собой медальон сложной формы, надеваемый губернатором при процедуре инаугурации, а также в любых торжественных случаях. Основные узлы цепи — стилизованный крест Святого Георгия Победоносца, символизирующий военную славу рязанской земли. На кресте располагается скрещённые меч, ножны и великокняжеская шапка — символ современной военной славы области. Таких элементов на медальоне десять. Два наплечных прямоугольника изображают святых рязанских князей-великомучеников Глеба Муромского и Романа Рязанского. Четыре других элемента представляют собой стилизованный крест апостола Андрея Первозванного, на котором располагаются эмалевые вставки с изображением главных удельных княжеств, входящих в Великой Рязанское: Пронское, Мещёрское и Касимовское ханство. На двух таких же крестах располагаются эмалевые вставки с изображением Древа Жизни — символа плодородия земли, средневековых геральдических птиц, а также грифонофеникса — символа вечности и возрождения и одновременно, символа столицы Поочья — Рязани.
Фрачный должностной знак губернатора предназначен для повседневного ношения. Знак представляет собой позолоченный прорезной крест Андрея Первозванного, на котором располагается красная эмалевая орденская лента с надписью «Губернатор Рязанской области». На ленте находятся скрещённые меч и ножны, на которые в свою очередь опирается малый золотой герб Рязанской области. Композицию венчает красная, подбитая корностаем геральдическая корона, выполненная в эмали.

### Штандарт губернатора

Штандарт губернатора Рязанской области с 2001 по 2009 год

Оригинальный штандарт губернатора устанавливается в его личном рабочем кабинете, наряду с государственным флагом Российской Федерации и Рязанской области строго справа от них. Копии штандарта поднимаются над Домом Правительства области или над резиденцией, в которой в данный момент находится губернатор, а также используются во время официальных визитов главного должностного лица области. При этом соблюдается очерёдность: штандарт располагается после государственного флага России и Рязанской области, но перед флагами Рязани и других подчинённых территорий, а также перед штандартами мэра Рязани и других руководителей городов и районов области. Малый штандарт также устанавливается на рабочий автомобиль губернатора в торжественных случаях наряду с флагом Рязанской области. Штандарт в отличие от других флагов может использоваться во флаговых композициях только один раз.
Штандарт представляет собой квадратное полотнище с изображением парадного герба Рязанской области, располагающегося на геральдических цветах флага Рязанской области. Три стороны полотнища имеют узкую золотую кайму, обшитую такой же золотой бахромой. Древко штандарта завершает латунное навершение с изображением геральдического городка. Штандарт отменён Постановлением Губернатора Рязанской области № 185-пг в 2009 году.

## Резиденции

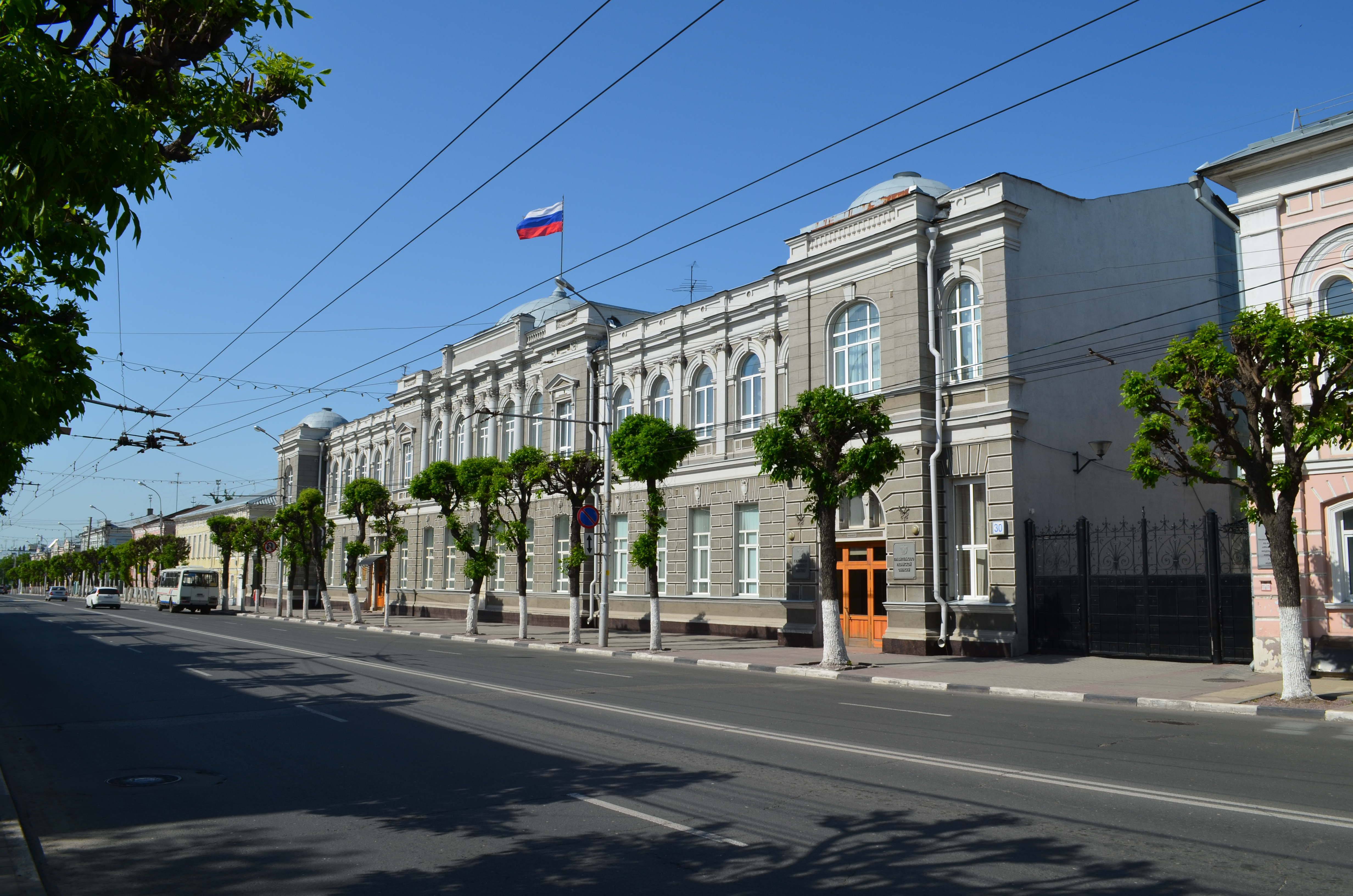
Здание правительства Рязанской области в Рязани на ул. Ленина, д. 30

Главная резиденция губернатора располагается в историческом центре Рязани в составе Правительственного квартала Рязанской области по адресу: улица Якова Полонского, 9.
Рабочий кабинет губернатора находится в Доме Правительства Рязанской области в составе того же квартала, и располагается по адресу: ул. Ленина, 30.
Гостевая резиденция, использующаяся для приёмов на высшем уровне и проживания гостей губернатора находится также в Рязани в районе Дягилево. Гостевой комплекс включает в себя апартаменты, парк, каскад прудов, пляж и вертолётную площадку.
Загородная резиденция находится неподалёку от Солотчи, в составе базы отдыха правительства области.

## Список губернаторов
| № | Губернатор                                              | Фотография | Срок полномочий                                         | Срок полномочий                                          | Кол-во сроков | Назначен на должность                                                                                               | Освобождён от должности         | Партийность               |
| - | ------------------------------------------------------- | ---------- | ------------------------------------------------------- | -------------------------------------------------------- | ------------- | --- | ------------------------------- | ------------------------- |
| 1 | Лев Полиевктович Башмаков (1938—2018)                   |            | 25 сентября 1991                                        | 25 января 1994                                           | 1¹            | Президентом РСФСР                                                                                                   | Президентом России              |                           |
| 2 | Геннадий Константинович Меркулов (1940—2015)            |            | 25 января 1994                                          | 15 октября 1996                                          | 1¹            | Президентом России                                                                                                  | Президентом России              |                           |
| — | Игорь Александрович Ивлев (род. 1941) и. о. губернатора |            | 15 октября 1996                                         | 6 января 1997                                            | и. о.         | Президентом России                                                                                                  | Президентом России              |                           |
| 3 | Вячеслав Николаевич Любимов (род. 1947)                 |            | 6 января 1997                                           | 12 апреля 2004                                           | 2             | По результатам прямых выборов                                                                                       | В связи с окончанием полномочий | КПСС                      |
| 4 | Георгий Иванович Шпак (род. 1943)                       |            | 12 апреля 2004                                          | 12 апреля 2008                                           | 1             | По результатам прямых выборов                                                                                       | Президентом России              | КПСС ; Родина (2003-2004) |
| 5 | Олег Иванович Ковалёв (1948—2020)                       |            | 12 апреля 2008                                          | 14 февраля 2017 (досрочно, срок истекал 14 октября 2017) | 2             | в 2008 году — Рязанской облдумой по предложению президента В. В. Путина в 2012 году — по результатам прямых выборов | Президентом России              | Единая Россия             |
| 6 | Николай Викторович Любимов (род. 1971)                  |            | 18 сентября 2017 (врио с 14 февраля — 18 сентября 2017) | 10 мая 2022 (досрочно, срок истекал в сентябре 2022)     | 1             | По результатам прямых выборов                                                                                       | Президентом России              | Единая Россия             |
| 7 | Павел Викторович Малков (род. 1980)                     |            | 21 сентября 2022 (врио с 10 мая — 21 сентября 2022)     | наст. время                                              | -             | По результатам прямых выборов                                                                                       | Президентом России              | Единая Россия             |

Примечания:

¹ Срок нахождения в должности не был регламентирован законом.

До 2002 года должность носила название Глава Администрации Рязанской области.

## Список выборов
1. 1996 год:
8 декабря (1-й тур) — И. А. Ивлев и В. Н. Любимов
22 декабря (2-й тур) — победа В. Н. Любимова
2. 2000 год:
3 декабря (1-й тур) — В. Н. Любимов и В. В. Рюмин
22 декабря (2-й тур) — победа В. Н. Любимова
3. 2004 год:
14 марта (1-й тур) — Г. И. Шпак и В. Н. Морозов
28 марта (2-й тур) — победа Г. И. Шпака
4. 2012 год:
14 октября (1-й тур) — победа О. И. Ковалёва
5. 2017 год:
10 сентября (1-й тур) — победа Н. В. Любимова
6. 2022 год:
11 сентября (1-й тур) — победа П. В. Малкова

## Интересные факты
- Должностной знак губернатора Рязанской области выполнен из серебряных, металлических и позолоченных деталей, в то время как должностной знак Мэра Рязани является более драгоценным ювелирным шедевром: он выполнен из чистого золота, бриллиантов и изумрудов.